# Evelyn Sears
Evelyn Georgianna Sears, ameriška tenisačica, * 9. marec 1875, Waltham, Massachusetts, ZDA, † 10. november 1966, Waltham.
Dvakrat je osvojila turnir za Nacionalno prvenstvo ZDA. Enkrat v posamični konkurenci leta 1907, ko je v finalu premagala Helen Homans brez boja. V finale se je uvrstila tudi leta 1908, ko jo je premagala ista nasprotnica. V konkurenci ženskih dvojic je turnir osvojila leta 1908 skupaj z Margaret Curtis.
Njen bratranec je bil tenisač Richard Sears.

## Finali Grand Slamov

### Posamično (2)

#### Zmage (1)
| Leto | Turnir                   | Nasprotnica v finalu | Rezultat finala |
| 1907 | Nacionalno prvenstvo ZDA | Helen Homans         | b.b.            |

#### Porazi (1)
| Leto | Turnir                   | Nasprotnica v finalu | Rezultat finala |
| 1908 | Nacionalno prvenstvo ZDA | Helen Homans         | 3–6, 6–1, 3–6   |

### Ženske dvojice (1)

#### Zmage (1)
| Leto | Turnir                   | Partnerica      | Nasprotnici v finalu        | Rezultat finala |
| 1908 | Nacionalno prvenstvo ZDA | Margaret Curtis | Carrie Neely Miriam Steever | 6–3, 5–7, 9–7   |